# Щукін Юрій Іванович
Щукін Юрій Іванович (нар. 26 червня 1979) — колишній казахський тенісист.
Найвищу одиночну позицію світового рейтингу — 119 місце досяг 19 листопада 2007, парну — 117 місце — 16 жовтня 2000 року.
Найвищим досягненням на турнірах Великого шолома було 2 коло в одиночному розряді.
Завершив кар'єру 2018 року.

## Фінали турнірів ATP за кар'єру

### Парний розряд: 1 (1 поразка)
| Легенда                    |
| -------------------------- |
| Великий Шлем (0–0)         |
| ATP Фінали (0–0)           |
| Тур ATP Masters 1000 (0–0) |
| Тур ATP 500 (0–0)          |
| Тур ATP 250 (0–1)          |

| Титули за покриттям |
| ------------------- |
| Тверде (0–0)        |
| Ґрунт (0–1)         |
| Трава (0–0)         |

| Титули за типом корту |
| --------------------- |
| Відкритий (0–1)       |
| Закритий (0–0)        |

| Результат | В-П | Дата     | Турнір                     | Рівень    | Покриття | Партнер          | Суперники                             | Рахунок          |
| --------- | --- | -------- | -------------------------- | --------- | -------- | ---------------- | ------------------------------------- | ---------------- |
| Поразка   | 0–1 | Чер 2008 | Orange Warsaw Open, Польща | Серія 250 | Ґрунт    | Микола Давиденко | Маріуш Фирстенберг Марцін Матковський | 0–6, 6–3, [4–10] |

## Фінали ATP Челленджер і ITF Ф'ючерс

### Одиночний розряд: 19 (9–10)
| Легенда              |
| -------------------- |
| ATP Челленджер (8–8) |
| ITF Ф'ючерс (1–2)    |

| Фінали за покриттям |
| ------------------- |
| Тверде (1–2)        |
| Ґрунт (7–7)         |
| Трава (0–0)         |
| Килим (1–1)         |

| Результат | В-П  | Дата     | Турнір                          | Рівень     | Покриття | Суперник                   | Рахунок                 |
| --------- | ---- | -------- | ------------------------------- | ---------- | -------- | -------------------------- | ----------------------- |
| Поразка   | 0–1  | Тра 1999 | Велика Британія F7, Единбург    | Ф'ючерс    | Ґрунт    | Патрік Фредрікссон         | 4–6, 4–6                |
| Поразка   | 0–2  | Кві 2000 | Алжир F1, Алжир (місто)         | Ф'ючерс    | Ґрунт    | Альберт Монтаньєс          | 0–6, 3–6                |
| Перемога  | 1–2  | Сер 2000 | Зюльт, Німеччина                | Челленджер | Ґрунт    | Якуб Герм-Заглава          | 6–2, 6–4                |
| Поразка   | 1–3  | Вер 2000 | Скоп'є, Республіка Македонія    | Челленджер | Ґрунт    | Олівер Гросс               | 5–7, 4–6                |
| Поразка   | 1–4  | Сер 2001 | Ґрац, Австрія                   | Челленджер | Тверде   | Юліан Ноул                 | 3–6, 2–6                |
| Поразка   | 1–5  | Гру 2001 | Мілан, Італія                   | Челленджер | Килим    | Марк Россе                 | 6–3, 1–6, 4–6           |
| Поразка   | 1–6  | Бер 2003 | Хошимін, В'єтнам                | Челленджер | Тверде   | Амір Хадад                 | 4–6, 6–7(2–7)           |
| Перемога  | 2–6  | Жов 2003 | Белгаум, Індія                  | Челленджер | Тверде   | Дітер Кіндльманн           | 6–3, 6–2                |
| Перемога  | 3–6  | Січ 2004 | Німеччина F1, Нуслох            | Ф'ючерс    | Килим    | Філіпп Маркс               | 6–7(3–7), 6–4, 6–4      |
| Перемога  | 4–6  | Вер 2004 | Баня-Лука, Боснія і Герцеговина | Челленджер | Ґрунт    | Вернер Ешауер              | 7–6(7–3), 7–6(9–7)      |
| Поразка   | 4–7  | Кві 2007 | Фес, Марокко                    | Челленджер | Ґрунт    | Петер Лучак                | 2–6, 7–6(7–3), 6–7(1–7) |
| Перемога  | 5–7  | Тра 2007 | Дрезден, Німеччина              | Челленджер | Ґрунт    | Флоріан Маєр (тенісист)    | 7–6(7–5), 7–6(7–3)      |
| Перемога  | 6–7  | Сер 2007 | Женева, Швейцарія               | Челленджер | Ґрунт    | Єссе Гута Ґалунґ           | 6–3, 6–2                |
| Перемога  | 7–7  | Вер 2007 | Неаполь, Італія                 | Челленджер | Ґрунт    | Мартін Вассальйо Аргуельйо | 7–6(7–3), 6–1           |
| Поразка   | 7–8  | Сер 2008 | Женева, Швейцарія               | Челленджер | Ґрунт    | Крістоф Вліген             | 2–6, 1–6                |
| Поразка   | 7–9  | Лип 2009 | Познань, Польща                 | Челленджер | Ґрунт    | Петер Лучак                | 6–3, 6–7(4–7), 6–7(6–8) |
| Перемога  | 8–9  | Тра 2010 | Загреб, Хорватія                | Челленджер | Ґрунт    | Сантьяго Вентура Бертомеу  | 6–3, 7–5                |
| Поразка   | 8–10 | Вер 2010 | Трнава, Словаччина              | Челленджер | Ґрунт    | Ярослав Поспішил           | 4–6, 6–4, 3–6           |
| Перемога  | 9–10 | Чер 2011 | Простейов, Чехія                | Челленджер | Ґрунт    | Флавіо Чіполла             | 6–4, 4–6, 6–0           |

### Парний розряд: 41 (20–21)
| Легенда                |
| ---------------------- |
| ATP Челленджер (16–17) |
| ITF Ф'ючерс (4–4)      |

| Фінали за покриттям |
| ------------------- |
| Тверде (2–2)        |
| Ґрунт (17–18)       |
| Трава (0–1)         |
| Килим (1–0)         |

| Результат | В-П   | Дата     | Турнір                          | Рівень     | Покриття | Партнер               | Суперники                                       | Рахунок                     |
| --------- | ----- | -------- | ------------------------------- | ---------- | -------- | --------------------- | ----------------------------------------------- | --------------------------- |
| Поразка   | 0–1   | Чер 1999 | Німеччина F4B, Гоенбрунн        | Ф'ючерс    | Ґрунт    | Ерік Труемплер        | Енріке Абароа Дам'ян Фурманскі                  | 4–6, 0–6                    |
| Перемога  | 1–1   | Лип 1999 | Німеччина F7, Кассель           | Ф'ючерс    | Ґрунт    | Андреас Таттермуш     | Франк Мозер Бернард Парун                       | 6–4, 6–1                    |
| Поразка   | 1–2   | Вер 1999 | Україна F5, Горлівка            | Ф'ючерс    | Ґрунт    | Корнель Бардоцький    | Скотт Баррон Андреас Таттермуш                  | 3–6, 6–7                    |
| Поразка   | 1–3   | Гру 1999 | Джайпур, Індія                  | Челленджер | Трава    | Іво Карлович          | Томаш Анзарі Івабуті Сатосі                     | 6–7, 6–4, 6–7               |
| Поразка   | 1–4   | Лип 2000 | Польща F3, Катовиці             | Ф'ючерс    | Ґрунт    | Мацей Домка           | Кшиштоф Квінта Марцін Матковський               | 3–6, 5–7                    |
| Поразка   | 1–5   | Сер 2000 | Тольятті, Росія                 | Челленджер | Тверде   | Йонуц Молдован        | Душан Вемич Ловро Зовко                         | 4–6, 4–6                    |
| Перемога  | 2–5   | Сер 2000 | Зюльт, Німеччина                | Челленджер | Ґрунт    | Йонуц Молдован        | Ешлі Фішер Гарет Вільямс                        | 6–4, 6–2                    |
| Перемога  | 3–5   | Вер 2000 | Фройденштадт, Німеччина         | Челленджер | Ґрунт    | Йонуц Молдован        | Юліан Ноул Жан-Клод Шеррер                      | 3–6, 6–3, 6–4               |
| Перемога  | 4–5   | Вер 2000 | Брашов, Румунія                 | Челленджер | Ґрунт    | Йонуц Молдован        | Дік Норман Вольфганг Шранц                      | 6–4, 6–1                    |
| Перемога  | 5–5   | Жов 2000 | Танжер, Марокко                 | Челленджер | Ґрунт    | Йонуц Молдован        | Крістіан Кордас Крістіану Теста                 | 6–4, 2–6, 6–2               |
| Поразка   | 5–6   | Чер 2001 | Бухарест, Румунія               | Челленджер | Ґрунт    | Йонуц Молдован        | Марк Мерклейн Паул Роснер                       | 4–6, 4–6                    |
| Поразка   | 5–7   | Вер 2001 | Будапешт, Угорщина              | Челленджер | Ґрунт    | Орест Терещук         | Олівер Марах Яркко Ніємінен                     | 2–6, 2–6                    |
| Поразка   | 5–8   | Вер 2002 | Фройденштадт, Німеччина         | Челленджер | Ґрунт    | Хуан-Мануль Бальсельс | Дієго дель Ріо Леонардо Ольгін                  | 6–7(2–7), 4–6               |
| Поразка   | 5–9   | Вер 2002 | Київ, Україна                   | Челленджер | Ґрунт    | Іраклій Лабадзе       | Фред Геммес мол. Федеріко Бровне                | 4–6, 3–6                    |
| Перемога  | 6–9   | Вер 2002 | Баня-Лука, Боснія і Герцеговина | Челленджер | Ґрунт    | Ярослав Левинський    | Даніель Оршанік Хуан Пабло Гусман               | 7–6(7–5), 7–5               |
| Поразка   | 6–10  | Сер 2003 | Санкт-Петербург, Росія          | Челленджер | Ґрунт    | Дмитро Власов         | Михайло Єлгін Орест Терещук                     | 6–3, 3–6, 5–7               |
| Перемога  | 7–10  | Вер 2003 | Баня-Лука, Боснія і Герцеговина | Челленджер | Ґрунт    | Йонуц Молдован        | Ґоран Тошич Никола Чирич                        | 6–2, 7–5                    |
| Перемога  | 8–10  | Січ 2004 | Німеччина F1, Нуслох            | Ф'ючерс    | Килим    | Дмитро Власов         | Олексій Малайко Ладо Чихладзе                   | 7–5, 6–3                    |
| Поразка   | 8–11  | Лют 2004 | Хошимін, В'єтнам                | Челленджер | Тверде   | Вадим Куценко         | Рік де Вуст Фред Геммес мол.                    | 3–6, 3–6                    |
| Перемога  | 9–11  | Кві 2004 | Італія F1, Фраскаті             | Ф'ючерс    | Ґрунт    | Марчелло Крака        | Джанкарло Петраццуоло Даніеле Джорджині         | 6–7(3–7), 6–3, 6–4          |
| Поразка   | 9–12  | Вер 2004 | Київ, Україна                   | Челленджер | Ґрунт    | Ігор Куніцин          | Серхіо Ройтман Альберт Портас                   | 1–6, 1–6                    |
| Поразка   | 9–13  | Жов 2004 | Дубровник, Хорватія             | Челленджер | Ґрунт    | Леонардо Аццаро       | Хуан Пабло Бжезіцькі Мартін Вассальйо Аргуельйо | 1–6, 2–6                    |
| Поразка   | 9–14  | Бер 2005 | Барлетта, Італія                | Челленджер | Ґрунт    | Лукаш Длоуги          | Том Ванхудт Крістоф Вліген                      | 4–6, 7–5, 5–7               |
| Перемога  | 10–14 | Чер 2005 | Реджо-нель-Емілія, Італія       | Челленджер | Ґрунт    | Іраклій Лабадзе       | Франческо Альді Томас Тенконі                   | 6–4, 6–3                    |
| Перемога  | 11–14 | Сер 2006 | Женева, Швейцарія               | Челленджер | Ґрунт    | Міхал Навратіл        | Ловро Зовко Константінос Ікономідіс             | 1–6, 6–2, [10–6]            |
| Поразка   | 11–15 | Бер 2007 | Марокко F2, Рабат               | Ф'ючерс    | Ґрунт    | Торстен Попп          | Каміл Чапкович Павол Червенак                   | 2–6, 0–6                    |
| Перемога  | 12–15 | Бер 2007 | Рабат, Марокко                  | Челленджер | Ґрунт    | Орест Терещук         | Борис Пашанскі Петер Лучак                      | 6–7(8–10), 7–6(7–4), [10–3] |
| Перемога  | 13–15 | Сер 2007 | Грац, Австрія                   | Челленджер | Ґрунт    | Себастьян Декуд       | Жеремі Шарді Предраг Русевський                 | 3–6, 6–3, [10–7]            |
| Перемога  | 14–15 | Сер 2007 | Женева, Швейцарія               | Челленджер | Ґрунт    | Себастьян Декуд       | Олів'є Шарруен Джеймс Серретані                 | 6–3, 6–7(4–7), [10–4]       |
| Поразка   | 14–16 | Бер 2008 | Мекнес, Марокко                 | Челленджер | Ґрунт    | Михайло Єлгін         | Даніель Муньйос де ла Нава Альберто Мартін      | 4–6, 7–6(7–2), [6–10]       |
| Перемога  | 15–16 | Тра 2009 | Санремо, Італія                 | Челленджер | Ґрунт    | Дмитро Сітак          | Даніеле Браччалі Джанкарло Петраццуоло          | 6–4, 7–6(7–4)               |
| Перемога  | 16–16 | Сер 2009 | Тампере, Фінляндія              | Челленджер | Ґрунт    | Петер Лучак           | Сімоне Ваньйоцці Урос Віко                      | 6–1, 6–7(6–8), [10–4]       |
| Перемога  | 17–16 | Лют 2010 | Казань, Росія                   | Челленджер | Тверде   | Ян Мертл              | Тобіас Камке Юліан Райстер                      | 6–2, 6–4                    |
| Поразка   | 17–17 | Лип 2010 | Брауншвейг, Німеччина           | Челленджер | Ґрунт    | Ігор Куніцин          | Леонарду Таваріш Сімоне Ваньйоцці               | 5–7, 6–7(4–7)               |
| Поразка   | 17–18 | Бер 2011 | Рабат, Марокко                  | Челленджер | Ґрунт    | Євген Корольов        | Алессіо ді Мауро Сімоне Ваньйоцці               | 4–6, 4–6                    |
| Поразка   | 17–19 | Вер 2011 | Щецин, Польща                   | Челленджер | Ґрунт    | Андрій Голубєв        | Андрей Капась Марцин Ґаврон                     | 4–6, 3–6                    |
| Перемога  | 18–19 | Жов 2011 | Неаполь, Італія                 | Челленджер | Ґрунт    | Антоніо Веїч          | Сє Чженбен Лі Сіньхань                          | 6–7(5–7), 7–5, [10–8]       |
| Перемога  | 19–19 | Чер 2012 | Монца, Італія                   | Челленджер | Ґрунт    | Андрій Голубєв        | Стефано Янні Теймураз Габашвілі                 | 7–6(7–4), 5–7, [10–7]       |
| Поразка   | 19–20 | Лип 2012 | Мілан, Італія                   | Челленджер | Ґрунт    | Андрій Голубєв        | Зімон Штадлер Ніколас Монро                     | 4–6, 6–3, [9–11]            |
| Поразка   | 19–21 | Вер 2012 | Лермонтов, Росія                | Челленджер | Ґрунт    | Андрій Голубєв        | Костянтин Кравчук Денис Молчанов                | 3–6, 4–6                    |
| Перемога  | 20–21 | Лют 2013 | Казахстан F1, Актобе            | Ф'ючерс    | Тверде   | Олександр Кудрявцев   | Мате Павич Віктор Балуда                        | 7–6(8–6), 6–2               |

## Часовий графік результатів
| W | Ф | ПФ | ЧФ | #Р | КТ | К# | DNQ | A | NH |

### Одиночний розряд
| Турніри Великого шлему                 |     |     |     |     |     |     |     |     |     |     |     |     |       |     |     |
| Відкритий чемпіонат Австралії з тенісу | 1р  | К3р | К1р |     | К2р | К1р | К2р | К1р | К1р |     |     | К1р | 0 / 1 | 0–1 | 0%  |
| Відкритий чемпіонат Франції з тенісу   | К2р | К3р | К1р |     | К2р |     | К1р | К3р | К1р | 2р  | К1р | К1р | 0 / 1 | 1–1 | 50% |
| Вімблдонський турнір                   |     | К1р | К1р | К1р | К1р |     |     |     |     |     |     |     | 0 / 0 | 0–0 | –   |
| Відкритий чемпіонат США з тенісу       | К2р |     |     |     | К1р |     |     |     |     |     |     |     | 0 / 0 | 0–0 | –   |
| В-П                                    | 0–1 | 0–0 | 0–0 | 0–0 | 0–0 | 0–0 | 0–0 | 0–0 | 0–0 | 1–1 | 0–0 | 0–0 | 0 / 2 | 1–2 | 33% |